# 2100 Ra-Shalom
2100 Ra-Shalom è un asteroide della fascia principale. Scoperto nel 1978, presenta un'orbita caratterizzata da un semiasse maggiore pari a 0,8321341 UA e da un'eccentricità di 0,4365002, inclinata di 15,75912° rispetto all'eclittica.
Il suo nome, che richiama il dio egizio Ra e la parola ebraica shalom, fu scelto per celebrare gli accordi di Camp David fra l'Egitto e Israele.
Ra-Shalom fu il secondo asteroide del gruppo Aten ad essere scoperto, dopo Aten stesso, scoperto due anni prima.